# Coelonia solani
Coelonia solani (Boisduval, 1833) è un lepidottero appartenente alla famiglia Sphingidae, diffuso in Africa.

## Etimologia
L'epiteto specifico solani rappresenta il genitivo del termine latino "solanum", riferito a Solanum melongena (melanzana), sulle cui foglie sono state ritrovate per la prima volta le larve di questa specie.

## Descrizione

### Adulto
L'aspetto generale è molto simile a quello di C. fulvinotata fulvinotata, ma con tonalità più tendenti al grigio. Il dimorfismo sessuale è molto ridotto e consiste in una colorazione generale lievemente più scura nel maschio.
Il colore di fondo della pagina superiore dell'ala anteriore è un bruno-grigiastro, con una macchia apicale di forma trapezoidale, che si staglia rispetto ad una zona biancastra subapicale, più grande e di forma irregolare. Non si osserva una vera e propria macchia discale, sebbene sia presente una piccolissima macchia reniforme traslucida, sita grosso modo posteriormente alla metà di Sc. Sono invece facilmente distinguibili tre striature nerastre trasversali (una basale, una seconda discoidale ed una terza post-discoidale) che, partendo da C, con andamento irregolare raggiungono il margine interno dell'ala. L'apice è lievemente falcato, mentre il termen risulta alternativamente bianco e grigiastro, oltre che lievemente dentellato; il tornus è netto e pressoché ad angolo retto.
La pagina inferiore dell'ala anteriore è quasi completamente campita di un giallo ocra (lievemente più intenso nel maschio), che però si stempera nettamente in un giallo vivo, in corrispondenza del margine interno e della parte basale di Sc.
Il recto dell'ala posteriore è tinto di un giallino spento nella metà basale, ma sono ben visibili due brevi bande nere oblique, posizionate una presso la base di CuA2 e l'altra in corrispondenza di 1A. La parte distale dell'ala è invece campita di una banda marrone scuro, più larga anteriormente, dai margini sbiaditi, che dall'estremità distale di C arriva al margine posteriore ben oltre l'angolo anale; quest'ultimo appare invece nerastro. L'apice è tondeggiante, mentre il termen risulta alternativamente bianco e marrone, e più marcatamente dentellato rispetto a quello dell'ala anteriore.
Il verso dell'ala posteriore rivela tonalità di giallo ocra affini a quelle dell'ala anteriore, pur con una colorazione nettamente biancastra (non gialla, come in C. fulvinotata fulvinotata) nella zona basale e posteriormente, fin quasi all'angolo anale.

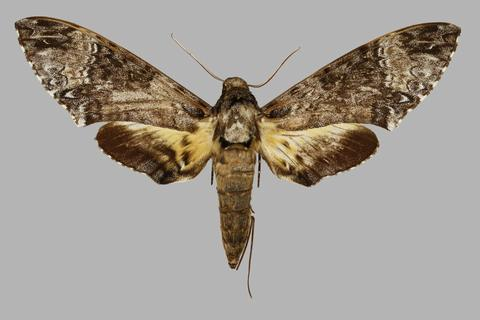
♀ recto
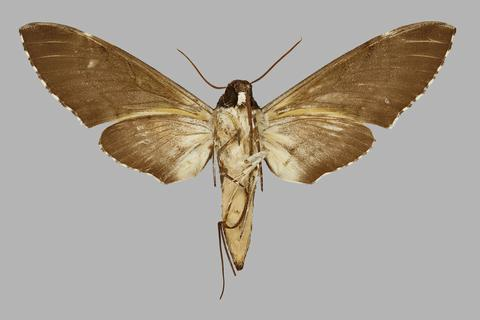
♀ verso
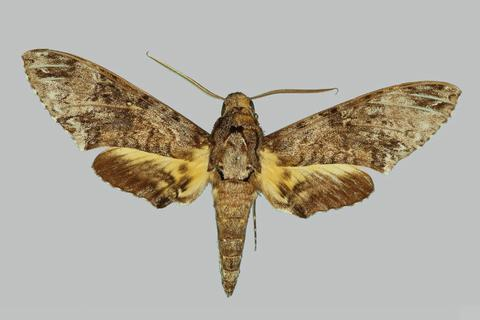
♂ recto
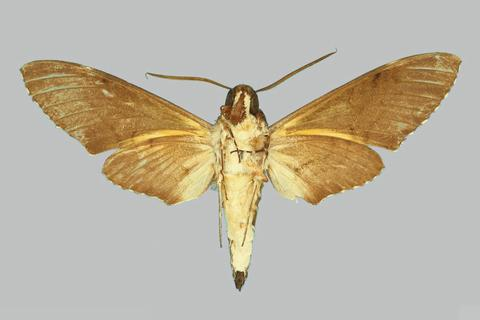
♂ verso

Le antenne sono moniliformi e giallo-brunastre, ma si mostrano grigiastre e lievemente uncinate all'estremità distale; la loro lunghezza è pari a circa la metà della costa dell'ala anteriore. Gli occhi sono grandi e la spirotromba è rossiccia.
Il torace è dorsalmente grigio-brunastro, più scuro ai lati, mentre la superficie ventrale è molto chiara, quasi biancastra.
Nelle zampe anteriori, il tarso è più lungo che in C. fulvinotata, ma provvisto di setae più corte, come pure la tibia; nelle coxae gli androconia sono più ridotti. La formula tibiale è 0-2-4. Il pulvillus è presente, come pure il paronychium, che è bilobato da ambo i lati.

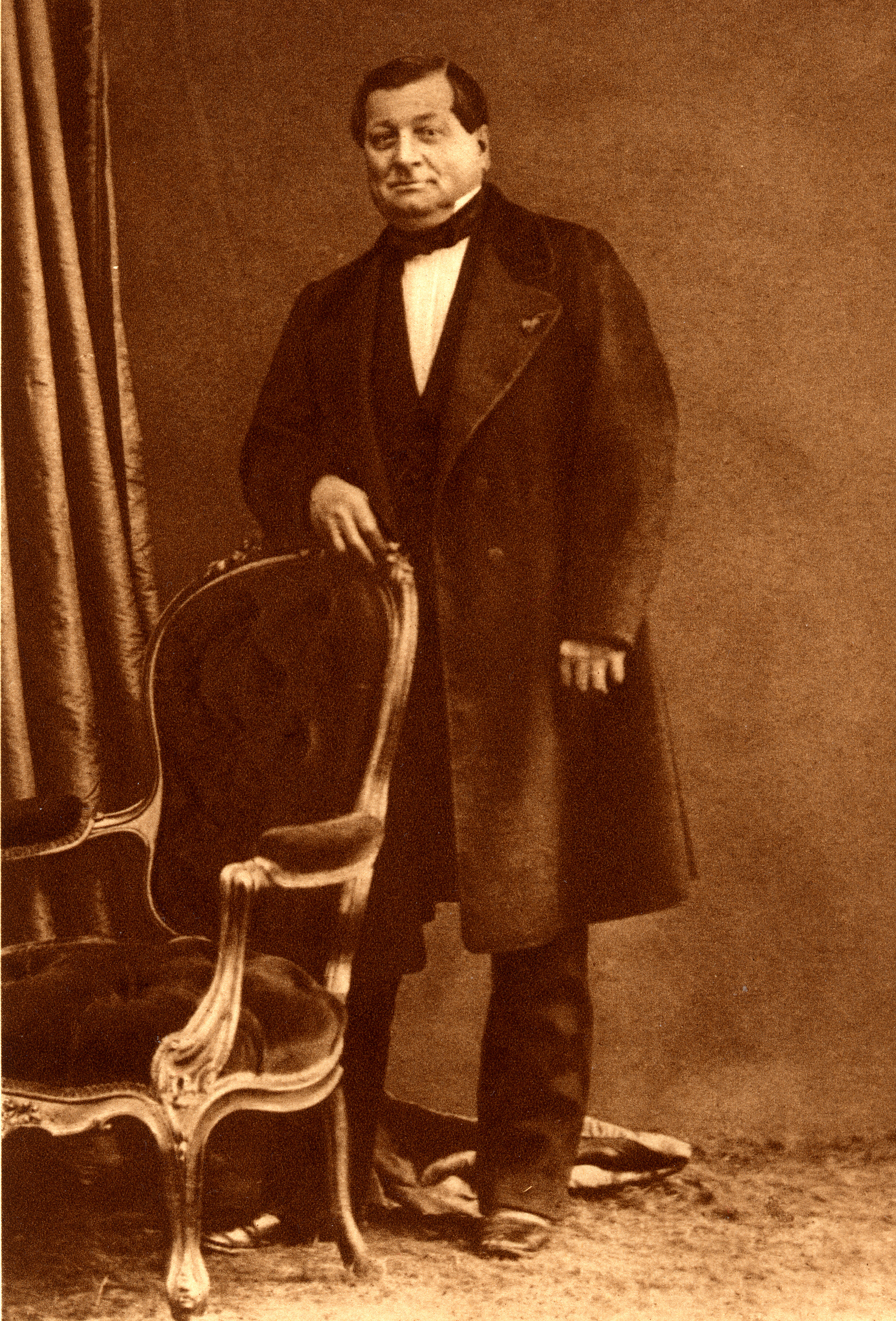
Il medico, entomologo e botanico Francese Jean-Baptiste Alphonse Dechauffour de Boisduval (1799-1879), che descrisse la specie nel 1833

L'addome, che appare ricoperto di lunghe scaglie piliformi, talvolta sollevate, riprende le tonalità del torace sia dorsalmente, sia ventralmente, ma sui fianchi si possono notare due macchie bianche per lato (anziché gialle, come in C. fulvinotata fulvinotata).
Nel genitale maschile, l'uncus mantiene la stessa ampiezza, sul piano dorsale, dalla base fin oltre la metà della lunghezza, per poi restringersi improvvisamente, mantenendo però costante la larghezza fino all'apice tronco; la superficie dorsale risulta rigonfia in corrispondenza dell'apice, e quest'ultimo appare munito di una sorta di "dente", se visto lateralmente. Lo gnathos è più lungo che in C. fulvinotata fulvinotata, e rivela un apice largo e arrotondato. Le valve sono più inclinate ventralmente che in C. fulvinotata fulvinotata, e munite di parecchie setae spiniformi. L'harpe possiede tre processi (anziché due, come in C. fulvinotata fulvinotata): i primi due lunghi e appuntiti come nella specie congenere, e il terzo più corto e tozzo, quasi diritto. L'edeago è privo di armatura.
Nel genitale femminile, l'ostium bursae è ricoperto da una plica arrotondata, non bilobata come in C. fulvinotata fulvinotata.
L'apertura alare può raggiungere facilmente i 130 mm.

### Larva
Il bruco, che ricorda quello di Agrius convolvuli, è grigiastro e macchiato di nero; il capo mostra sei strisce scure; si notano inoltre tre paia di protuberanze sui primi tergiti. Il cornetto caudale, grigio chiaro e lungo circa 13 mm, è filiforme, ricurvo e liscio, non tubercolato come in C. fulvinotata.

### Pupa
Nella crisalide, anch'essa simile a quella di Agrius convolvuli, la spirotromba è ricurva e libera. La pupa viene rinvenuta all'interno di un piccolo bozzolo, posto tra gli strati superficiali del terreno.

## Biologia
Le larve di questa specie si accrescono sulle foglie delle Solanaceae e delle Euphorbiaceae, ed in particolare:
- Nicotiana spp. L., 1753 (piante del tabacco, Solanaceae)
- Ricinus communis L., 1753 (ricino, Euphorbiaceae)
- Solanum melongena L., 1753 (melanzana, Solanaceae)

Come avviene di regola negli Sphingidae, gli adulti sono invece forti volatori e visitano i fiori alla ricerca di nettare, svolgendo il compito di insetti pronubi per diverse piante (fenomeno definito impollinazione entomofila). Nel caso specifico dell'adulto di C. solani, studi condotti nel Madagascar centrale e meridionale, hanno permesso di stabilire che questo rappresenta l'insetto pronubo per Angraecum sororium Schltr., 1925, una particolare specie di orchidea appartenente alla sottotribù Angraecinae, il cui fiore stellato possiede uno sperone di conformazione e lunghezza adatte ad essere "visitato" efficacemente solo dalla spirotromba di questo lepidottero.

Il Madagascar è il locus typicus della sottospecie nominale

## Distribuzione e habitat
L'areale della specie è limitato al Madagascar (locus typicus della sottospecie nominale), alle Comore (Grande Comore è il locus typicus della sottospecie C. s. comoroana), alle Mauritius e all'isola di Riunione.
Va tuttavia segnalato che alcune fonti riportano la presenza di questo lepidottero anche in Sierra Leone e nel Gambia.
L'habitat è rappresentato dalla foresta primaria, dal livello del mare fino a modeste altitudini.

## Tassonomia

### Sinonimi
Sono stati riportati quattro sinonimi:
- Coelonia solani grisescens Saalmüller, 1884 - Lepid. Madagascar 1 (1): 129, tav. 3, fig. 37 - Locus typicus: Madagascar, Nosy Be[14](sinonimo eterotipico)
- Protoparce solani (Boisduval, 1833) - Nouv. ann. Mus..hist. nat. Paris, 2 (2), 224 - Locus typicus: Madagascar, Bourbon (Riunione) e Mauritius[2](sinonimo omotipico)
- Sphinx astaroth Boisduval, 1875 - In: Boisduval & Guenée, 1875, Hist. nat. Insectes (Spec. gén. Lépid. Hétérocères), 1: 86 - Locus typicus: non definito[15] (sinonimo eterotipico)
- Sphinx solani Boisduval, 1833 - Nouv. Annls Mus. Hist. nat. Paris, 2 (2): 224 - Locus typicus: Madagascar, Bourbon (Riunione) e Mauritius[2](sinonimo omotipico e basionimo)

### Sottospecie
Sono state descritte due sottospecie:
- Coelonia solani solani Boisduval, 1833 - Nouv. ann. Mus..hist. nat. Paris, 2 (2), 224 - Locus typicus: Madagascar, Bourbon (Riunione) e Mauritius[2]
- Coelonia solani comoroana Clark, 1927 - Proc. New Engl. zool. Club, 9: 99 - Locus typicus: Comore, Grande Comore[16]

Sottospecie molto simile a quella nominale, ma con la pagina superiore dell'ala anteriore che rivela una tonalità brunastra più uniforme, e quasi priva della marcata macchia biancastra nella zona subapicale.

## Conservazione
Lo stato di conservazione della specie non è stato ancora valutato dalla Lista rossa IUCN.

### Pubblicazioni
- (EN) Agosta S. J., Janzen D. H., Body size distributions of large Costa Rican dry forest moths and the underlying relationship between plant and pollinator morphology (abstract), in Oikos, vol. 108, n. 1, gennaio 2005,  pp. 183-193, DOI:10.1111/j.0030-1299.2005.13504.x, ISSN 0030-1299 (WC · ACNP).
- (FR) Basquin, P., Contribution à la connaissance des Sphinx de l'île de São Tomé (Lepidoptera, Sphingidae). Description d'une nouvelle espèce, in Bulletin de la Société de Sciences Naturelles, vol. 75-76, 1992,  pp. 46-49.
- (FR, LA) Boisduval, J.-B. A., Description des Lépidoptères de Madagascar, in Nouvelles annales du Muséum d'histoire naturelle, vol. 2, n. 2, Parigi, 1833,  pp. 149-270.
- (EN) Butler, A. G., Descriptions of thirty-three new or littleknown species of Sphingidae in the collection of the British Museum, in Proceedings of the Zoological Society of London, vol. 1875, Londra, 1875,  pp. 3-16, pl. 1-2.
- (EN) Butler, A. G., Revision of the heterocerous Lepidoptera of the family Sphingidae, in Transactions of the Zoological Society of London, vol. 9, n. 19, Londra, 1876,  pp. 511-644, pl. 90-94.
- (EN) Butler, A. G., Descriptions of New Species of Heterocerous Lepidoptera in the Collections of the British Museum, in Proceedings of the Zoological Society of London, vol. 1877, Londra, 1877,  pp. 168-170. URL consultato l'8 aprile 2014 (archiviato dall'url originale il 26 novembre 2016).
- (EN) Carcasson, R. H., Revised catalogue of the African Sphingidae (Lepidoptera) with descriptions of the East African species (PDF), in Journal of The East Africa Natural History Society and National Museum, vol. 26, Nairobi, The East Africa Natural History Society, 1967,  pp. 1-173.
- (EN) Clark, B. P., Descriptions of twelve new Sphingidae and remarks upon two other species, in Proceedings of the New England Zoölogical Club, vol. 9, Cambridge, Massachusetts, 1927,  pp. 99-109.
- (EN) D'Emmerez de Charmoy, D. & Gébert, S., Insect Pests of Various Minor Crops and Fruit Trees in Mauritius, in Bulletin of entomological research, vol. 12, Londra, Imperial Bureau of Entomology, giugno 1921,  pp. 181-190 (183), ISSN ISBN non esistente (WC · ACNP).
- (EN) Goldblatt, P., Manning, J. C., The long-proboscid fly pollination system in southern Africa (abstract), in Annals of the Missouri Botanical Garden, vol. 138, n. 2, 2000,  pp. 146-170.
- (EN) Goyret, J., Raguso, R. A., The role of mechanosensory input in flower handling efficiency and learning by Manduca sexta, in Journal of Experimental Biology, vol. 209, maggio 2006,  pp. 1585-1593, DOI:10.1242/jeb.02169.
- (FR) Griveaud, P., Deux nouveaux Sphingidae de Madagascar (Lepidoptera), in Naturaliste malgache, vol. 10, 1959,  pp. 75-79, 2 figs., 1 pl.
- (FR) Griveaud, P., Sur quelques sphingides nouveaux au peu connus de Ia region malgache (Lep.), in Bull. Soc. ent. France, vol. 65, 1960,  pp. 40-47, 6 figg..
- (FR) Griveaud, P., Contribution à l’étude des Lépidoptères Hétérocères du massif de l’Andringitra (Madagascar Centre) RCP 225 - Campagne 1970-1971 (Insecta Lepidoptera Sphingidae, Saturniidae, Amatidae, Lymantriidae) (PDF), in Bulletin du Muséum National d'Histoire Naturelle, 3e série (Zoologie), vol. 125, n. 186, settembre-ottobre 1973,  pp. 1465-1484, ISSN 0027-4070 (WC · ACNP).
- (EN) Hodges, S. A., The influence of nectar production on hawkmoth behavior, self pollination, and seed production in Mirabilis multiflora (Nyctaginaceae) (abstract), in American Journal of Botany, vol. 82, n. 2, febbraio 1995,  pp. 197-204.
- (EN) Hodges, S. A., Arnold, M. L., Spurring plant diversification: are floral nectar spurs a key innovation? (abstract), in Proceedings of the Royal Society of London, B, Biological Sciences, vol. 262, n. 1365, dicembre 1995,  pp. 113-120.
- Jermy, T., Deep flowers for long tongues: a final word (abstract), in Trends in Ecology & Evolution, vol. 14, n. 1, gennaio 1999,  p. 34, DOI:10.1016/S0169-5347(98)01520-1.
- Johnson, S. D., Observations of hawkmoth pollination in the South African orchid Disa cooperi , in Nordic Journal of Botany, vol. 15, n. 2, 1995,  pp. 121-125, DOI:10.1111/j.1756-1051.1995.tb00128.x.
- Johnson, S. D., Liltveld, W. R., Hawkmoth pollination of Bonatea speciosa (Orchidaceae) in a South African coastal forest, in Nordic Journal of Botany, vol. 17, n. 1, 1997,  pp. 5-10, DOI:10.1111/j.1756-1051.1997.tb00286.x.
- (EN) Johnson, S. D., Nilsson, L. A., Pollen carryover, geitonogamy, and the evolution of deceptive pollination systems in orchids, in Ecology, vol. 80, n. 8, dicembre 1999,  pp. 2607-2619, DOI:10.1890/0012-9658%281999%29080%5B2607%3APCGATE%5D2.0.CO%3B2.
- (EN) Koopowitz, H. and Marchant, T., Postpollination nectar reabsorption in the African epiphyte Aerangis verdickii (Orchidaceae) [collegamento interrotto], in American Journal of Botany, vol. 85, n. 4, aprile 1998,  pp. 508-512, PMID 21684933.
- (EN) Kritsky, G, Darwin's Madagascan hawk moth prediction (PDF), in American Entomologist, vol. 37, n. 4, 2001,  pp. 206-210. URL consultato il 30 aprile 2019 (archiviato dall'url originale il 12 gennaio 2016).
- (EN) Luyt, R., Johnson, S.D., Hawkmoth pollination of the African epiphytic orchid Mystacidium venosum, with special reference to ﬂower and pollen longevity., in Plant Systematics and Evolution, vol. 228, n. 1-2, Springer-Verlag, 2001,  pp. 49-62, DOI:10.1007/s006060170036, ISSN 0378-2697 (WC · ACNP).
- (EN) Martins, D. J. and Johnson, S. D., Hawkmoth pollination of aerangoid orchids in Kenya, with special reference to nectar sugar concentration gradients in the floral spurs, in American Journal of Botany, vol. 94, n. 4, aprile 2007,  pp. 650-659, DOI:10.3732/ajb.94.4.650, PMID 21636433 (archiviato dall'url originale il 22 febbraio 2014).
- (EN) Martins, D. J. and Johnson, S. D., Interactions between hawkmoths and ﬂowering plants in East Africa: polyphagy and evolutionaryspecialization in an ecological context, in Biological Journal of the Linnean Society, vol. 110, n. 1, settembre 2013,  pp. 199-213, DOI:10.1111/bij.12107.
- (EN) Miller, M. A. & Hausmann, A., Catalogue of the type-specimens of the Sphingidae stored at the Zoologische Staatssammlung München (ZSM) (Insecta, Lepidoptera), in Spixiana, vol. 22, n. 3, Monaco di Baviera, 1º novembre 1999,  pp. 209-243 (233), ISSN 0341-8391 (WC · ACNP).
- (EN) Miller, W. E., Diversity and evolution of tongue length in hawkmoths (Sphingidae), in Journal of the Lepidopterists' Society, vol. 51, n. 1, 1997,  pp. 9-31.
- (EN) Muller, H., Proboscis capable of sucking the nectar of Angraecum sesquipedale , in Nature, vol. 8, 1873,  p. 223.
- (EN) Nilsson, L. A., The evolution of flowers with deep corolla tubes, in Nature, vol. 334, 14 luglio 1988,  pp. 147-149, DOI:10.1038/334147a0.
- (EN) Nilsson, L. A., Orchid pollination biology (abstract), in Trends in Ecology and Evolution, vol. 7, n. 8, 1º agosto 1992,  pp. 255-259, DOI:10.1016/0169-5347(92)90170-G, PMID 21236024.
- (EN) Nilsson, L. A., Deep flowers for long tongues, in Trends in Ecology and Evolution, vol. 13, 1998,  pp. 259-260.
- (EN) Nilsson, L. A., Johnsson, L.; Ralison, L. and Randrianjohany, E., Monophily and pollination mechanisms in Angraecum arachnites Scltr. (Orchidaceae) in a guild of long-tongued hawk-moths (Sphingidae) in Madagascar (abstract), in Biological Journal of the Linnean Society, vol. 26, n. 1, 1985,  pp. 1-19, DOI:10.1111/j.1095-8312.1985.tb01549.x.
- (EN) Nilsson, L. A., Johnsson, L.; Ralison, L. and Randrianjohany, E., Angraecoid Orchids and Hawkmoths in Central Madagascar: Specialized Pollination Systems and Generalist Foragers (abstract), in Biotropica, vol. 19, n. 4, dicembre 1987,  pp. 310-318.
- (EN) Nilsson, L. A., Rabakonandrianina, E.; Pettersson, B., Exact tracking of pollen transfer and mating in plants (abstract), in Nature, vol. 360, n. 6405, 17 dicembre 1992,  pp. 666-667, DOI:10.1038/360666a0.
- (EN) Rothschild, L. W., Jordan, H. E. K., A revision of the lepidopterous family Sphingidae, in Novitates zoologicae, vol. 9, 1903,  pp. 1-972.
- (EN) Rothschild, L. W., Jordan, H. E. K., Thirteen new Sphingidae, in Novitates zoologicae, vol. 22, n. 2, 1915,  pp. 281-291.
- (EN) Sprayberry, J. D. H. and Daniel, T. L., Flower tracking in hawkmoths: behavior and energetics, in Journal of Experimental Biology, vol. 210, 2007,  pp. 37-45, DOI:10.1242/jeb.02616.
- (EN) Wasserthal, L. T., The pollinators of the Malagasy star orchids Angraecum sesquipedale, A. sororium and A. compactum and the evolution of extremely long spurs by pollinator shift (abstract), in Botanica Acta, vol. 110, n. 5, 1997,  pp. 343-359, DOI:10.1111/j.1438-8677.1997.tb00650.x.
- (EN) Whittall, J. B. & Hodges, S. A., Pollinator shifts drive increasingly long nectar spurs in columbine flowers, in Nature, vol. 447, 7 giugno 2007,  pp. 706-709, DOI:10.1038/nature05857.

### Testi
- (EN) Blundell M., Wildflowers of East Africa, Londra, William Collins Sons, 1987, ISBN 978-0-00-219812-7.
- (EN) Carcasson, R. H., The Sphingidae (hawk moths) of eastern Africa (Ph.D. thesis), Nairobi, Africa, University of East Africa, 1968, ISBN non esistente.
- Castiglioni, L. & Mariotti, S., IL - Vocabolario della lingua latina, Brambilla, A. & Campagna, G., 30ª ristampa, Torino, Loescher, 1983  [1966],  p. 2493, ISBN 978-88-201-6657-1, LCCN 76485030, OCLC 848632390.
- (EN) Cribb, P., Flora of tropical East Africa: Orchidaceae 271, Kew, UK, Royal Botanic Gardens, 1984, ISBN non esistente.
- (EN) D'Abrera, B., Sphingidae Mundi. Hawk Moths of the World. Based on a Checklist by Alan Hayes and the collection he curated in the British Museum (Natural History), 1ª ed., Faringdon, Oxon., SN7 7DR United Kingdom, E.W. Classey Ltd., 1986,  p. 226, ISBN 0-86096-022-6.
- (EN) Druce, H., Appendix V. Lepidoptera Heterocera, in Moloney, A. C., Sketch of the forestry of West Africa with particular reference to its present principal commercial products, Londra, S. Low, Marston, Searle, & Rivington, 1887,  pp. i–vi, 1–533, ISBN non esistente.
- (EN) Grime, J. P., Plant strategies and vegetation processes, 2ª edizione, New York, Wiley, 2002,  p. 456, ISBN 978-0-470-85040-4.
- (FR) Griveaud, P., Sphingidae, in Faune de Madagascar, vol. 8, 1959,  pp. 161 pp., 13 pIs., 235 figs, ISBN non esistente.
- (EN) Kitching, I. J. & Cadiou, J. M., Hawkmoths of the World. An annotated and illustrated revisionary checklist (Lepidoptera: Sphingidae), Ithaca, Comstock Publishing Associates, 2000,  p. 256, ISBN 978-0-8014-3734-2.
- (EN) Kükenthal, W. (Ed.), Handbuch der Zoologie / Handbook of Zoology, Band 4: Arthropoda - 2. Hälfte: Insecta - Lepidoptera, moths and butterflies, a cura di Kristensen, N. P., collana Handbuch der Zoologie, Fischer, M. (Scientific Editor), Teilband/Part 35: Volume 1: Evolution, systematics, and biogeography, Berlino, New York, Walter de Gruyter, 1999  [1998],  pp. x + 491, ISBN 978-3-11-015704-8, OCLC 174380917.
- (EN) Pinhey, E., Hawk moths of central and southern Africa, Longmans, South Africa, National Museums of Southern Rhodesia, 1962, ISBN non esistente.
- (DE, LA) Saalmüller, M., Erste Abtheilung. Rhopalocera, Heterocera: Sphinges et Bombyces, in Lepidopteren von Madagascar. Neue und wenig bekannte Arten, zumeist aus der Sammlung der Senckenberg'schen naturforschenden Gesellschaft zu Frankfurt am Main, unter Berücksichtigung der gesammten Lepidopteren-Fauna Madagascars, vol. 1, Francoforte sul Meno, Im Selbstverlag der Gesellschaft, 1884,  pp. 1–246, pls. 1–6, ISBN non esistente.
- (EN) Schaus, W. & Clements, W. G., On a collection of Sierra Leone Lepidoptera, Londra, R. H. Porter, 1893,  pp. i–vi, 1–46, pls. 1–3, ISBN non esistente.
- (EN) Scoble, M. J., The Lepidoptera: Form, Function and Diversity, seconda edizione, London, Oxford University Press & Natural History Museum, 2011  [1992],  pp. xi, 404, ISBN 978-0-19-854952-9, LCCN 92004297, OCLC 25282932.
- (EN) Stehr, F. W. (Ed.), Immature Insects, 2 volumi, seconda edizione, Dubuque, Iowa, Kendall/Hunt Pub. Co., 1991  [1987],  pp. ix, 754, ISBN 978-0-8403-3702-3, LCCN 85081922, OCLC 13784377.